# Havelock (Iowa)
Havelock és una població dels Estats Units a l'estat d'Iowa. Segons el cens del 2000 tenia 177 habitants.

## Demografia
Segons el cens del 2000, Havelock tenia 177 habitants, 82 habitatges, i 44 famílies. La densitat de població era de 122 habitants/km².
Dels 82 habitatges en un 24,4% hi vivien nens de menys de 18 anys, en un 45,1% hi vivien parelles casades, en un 6,1% dones solteres, i en un 46,3% no eren unitats familiars. En el 42,7% dels habitatges hi vivien persones soles el 25,6% de les quals corresponia a persones de 65 anys o més que vivien soles. El nombre mitjà de persones vivint en cada habitatge era de 2,16 i el nombre mitjà de persones que vivien en cada família era de 3,05.
Per edats la població es repartia de la següent manera: un 24,9% tenia menys de 18 anys, un 7,3% entre 18 i 24, un 24,3% entre 25 i 44, un 19,2% de 45 a 60 i un 24,3% 65 anys o més.
L'edat mediana era de 42 anys. Per cada 100 dones de 18 o més anys hi havia 92,8 homes.
La renda mediana per habitatge era de 28.462 $ i la renda mediana per família de 32.917 $. Els homes tenien una renda mediana de 25.469 $ mentre que les dones 24.375 $. La renda per capita de la població era d'11.548 $. Entorn del 6,4% de les famílies i el 12,8% de la població estaven per davall del llindar de pobresa.

## Poblacions més properes
El següent diagrama mostra les poblacions més properes.